# Vedruna (Germanes Carmelites de la Caritat)
La Congregació de les Germanes Carmelites de la Caritat-Vedruna, conegudes com a vedrunes (a partir d'això, modernament, la congregació ha pres com a "nom breu" el de Vedruna), és una congregació religiosa adscrita a la família carmelitana fundada per santa Joaquima de Vedruna en 1826 i dedicada a la cura dels malalts i a l'educació de les nenes d'extracció humil.

## La congregació en vida de Santa Joaquima Vedruna

### Primers passos
Quan Joaquima de Vedruna va trobar casualment l'any 1819, el caputxí fra Esteve d'Olot (Esteve Fàbrega i Sala, 1774-1828), a l'església dels Caputxins de Vic, va començar un canvi de rumb decisiu en el seu projecte inicial de vida religiosa contemplativa. El caputxí l'orientà cap a la fundació d'un nou institut religiós dedicat a la cura dels malalts i a l'educació de les noies d'extracció social humil, en uns moments en què la formació integral de la dona era encara molt menystinguda.

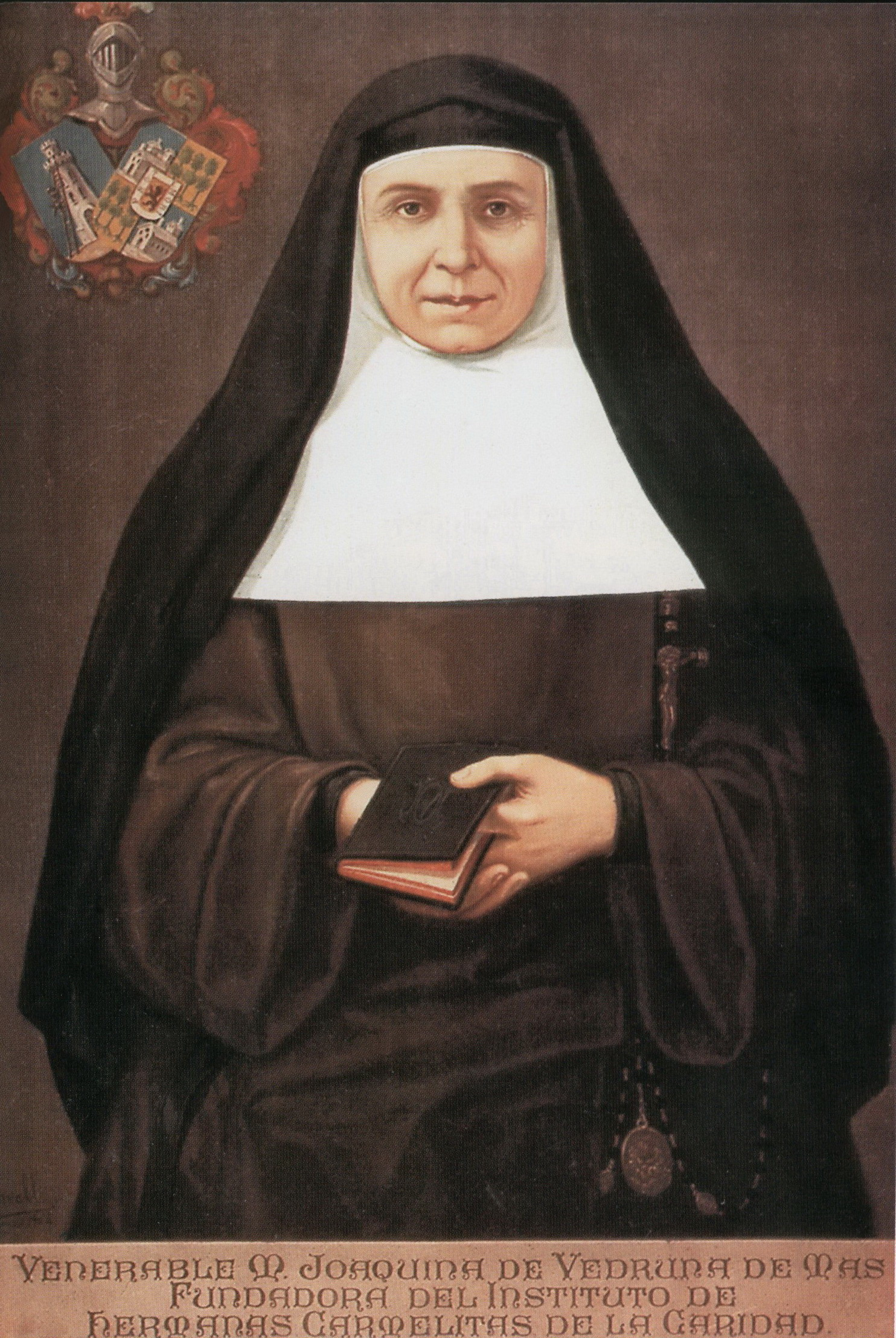
Retrat de la fundadora, Joaquima de Vedruna, on es pot veure l'hàbit carmelità propi de la Congregació

El projecte comptà amb el suport i l'aprovació del bisbe de Vic Pau de Jesús Corcuera i Caserta (1825-1835). En un principi el pare Esteve i la mare Joaquima havien pensat afiliar el nou Institut a la família franciscana, com a «Germandat de Penitents Menors», però el bisbe Corcuera preferí posar-lo sota l'advocació del Carme, i passaren així a anomenar-se «Germanes Terciàries de Maria Santíssima del Carme». El nom de Germanes Carmelites de la Caritat, que és l'oficial de la institució, començà a utilitzar-se a partir del 1866. El dia 6 de gener de 1826, festivitat de l'Epifania del Senyor, a l'oratori del palau episcopal de Vic, en presència del bisbe, Joaquima de Vedruna va pronunciar els seus vots religiosos «d'obediència, altíssima pobresa i perfecta castedat», signant la cèdula de professió amb el nom de «Germana Joaquima del Pare sant Francesc»: tenia 42 anys. L'endemà renuncià als seus béns davant notari en favor del seu fill Josep Joaquim, i el dia 2 de febrer, festivitat de la Purificació de la Mare de Déu, començà a reunir les primeres noies al Mas Escorial, per tal de preparar-les per a la vida de comunitat i el treball apostòlic de l'Institut naixent.

### Fundació
La fundació es materialitzà oficialment el dia 26 de febrer de 1826, Diumenge III de Quaresma, dedicat a Vic a Nostra Senyora de Guadalupe. Joaquima i les seves nou primeres companyes ho feren d'una forma molt senzilla: assistiren a Missa a l'església dels Caputxins, feren una estona de pregària i practicaren juntes l'exercici del Viacrucis. Acabat, se’n tornaren al Mas Escorial que esdevenia així la primera casa de la nova fraternitat. Obriren una escola gratuïta per a nenes, i a les nits s'oferien per a vetllar malalts en cases particulars. També acceptaren algun treball remunerat de planxa i costura per a poder viure, ja que l'assistència sanitària i docent la prestaven desinteressadament.

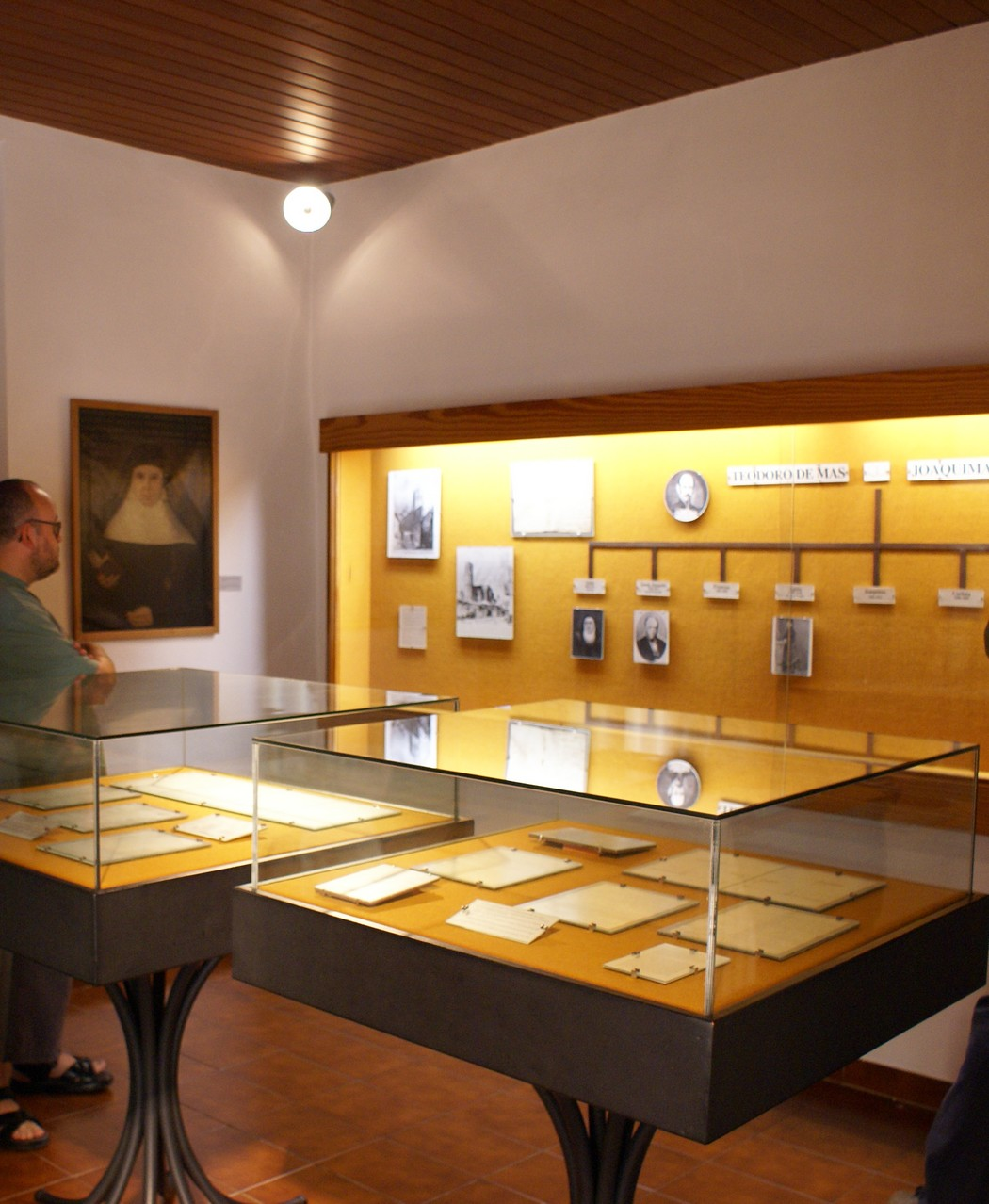
Museu del Mas Escorial de Vic, a l'antic dormitori matrimonial. Records de Santa Joaquima de Vedruna.

Els eixos de la nova experiència espiritual tot just iniciada consistien en una vida de fraternitat exigent i de pregària intensa com a base i aliment de la projecció exterior en el servei als altres. El grup, a mesura que anava creixent i afrontava nous reptes, perfilava i purificava la seva fesomia espiritual i institucional. A finals de 1826 el pare Esteve els lliurà la «Regla», escrita per ell mateix. Més endavant la mare Joaquima hi afegí unes «Addicions» fruit de l'experiència viscuda i de les dificultats superades. Per motius de seguretat, el 1827 es traslladaren dins les muralles de la ciutat de Vic —el Mas Escorial quedava aleshores en terreny despoblat—, en una casa llogada al carrer de la Riera. El 1830 ho feren encara a dues noves cases, també de lloguer, al carrer dels Caputxins, davant del lloc on actualment s'aixeca la Casa Mare de l'Institut, i el 1835 adquiriren uns nous edificis, quatre cases situades al mateix carrer, tocant a la Capella de Santa Eulàlia que ja utilitzaven com a oratori conventual: aquest nou emplaçament serà l'embrió de la futura Casa Mare i Noviciat de la Congregació, construïda durant el generalat de la mare Anna Soler i Pi, entre els anys 1891 i 1896. L'església de la Casa Mare, dedicada a la Mare de Déu del Carme, es va construir més endavant, entre els anys 1898 i 1900, sobre els fonaments de l'antiga Capella de Santa Eulàlia.

### Persecució i exili
Entre 1840 i 1843, arran de la Primera Guerra Carlina (1833-1839), el noviciat de Vic va ser clausurat i les germanes emprengueren el camí de l'exili, per por a les represàlies. Eren 15 religioses, que feren el camí de França a peu. El dia 9 arribaren a Prada de Conflent, i el 15 a Perpinyà, on s'establiren. Acollides pel bisbe Jean-François de Saunhac-Belcastel (1823-1853), pogueren continuar la seva vida religiosa amb una certa projecció apostòlica. L'Institut, a Catalunya, que comptava amb 4 establiments, visqué un període delicat de desconcert, privat del seu cap. La mare Veneranda Font, una de les nou primeres, superiora de la Casa de Caritat de Barcelona, i la mare Paula Delpuig, a la Casa de Caritat de Vic, asseguraren l'equilibri i la pervivència de l'obra fins al retorn de la fundadora. El noviciat continuava tancat.

### Represa

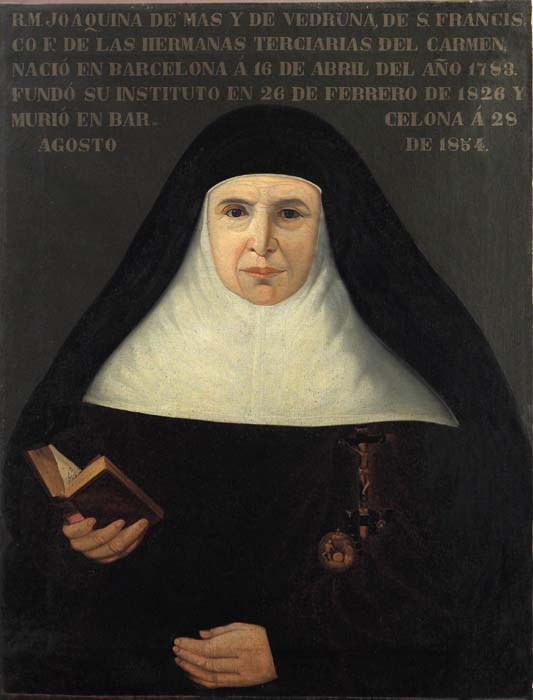
Santa Joaquima de Vedruna, anciana.

La mare Joaquima de Vedruna retornà de l'exili la primavera de 1843. El 16 de setembre de 1843 arribava a Vic després de 6 anys d'absència, havent visitat ja les restants comunitats fundades abans de la guerra. Des d'aquest moment es dedicà de ple a consolidar i augmentar el seu Institut atenent moltes noves peticions de fundació que anaven sorgint.
El Vicari Capitular de Vic, futur bisbe (1848-1852), Llucià Casadevall i Duran —el bisbe Corcuera havia mort el 1835 i la seu restà vacant durant 13 anys— mantingué envers la fundadora una actitud distant, probablement per l'entorn familiar polític carlí de Joaquima de Vedruna. Casadevall, de tarannà moderat, considerava els carlins culpables de la cruent guerra civil tot just acabada. En aquests moments a Joaquima de Vedruna li fou molt valuosa la col·laboració del també sant Antoni Maria Claret i Clarà (1807-1870), fundador dels Missioners Fills de l'Immaculat Cor de Maria (Claretians), futur arquebisbe de Santiago de Cuba i confessor de la reina Isabel II. Amb el seu ajut Joaquima de Vedruna emprengué la tasca de rellançar el seu Institut. Fou reobert el noviciat, les germanes començaren a emetre vots públics —fins aleshores feien vots privats, és a dir, sense valor oficial— i obtingueren de Casadavall la concessió de l'hàbit carmelità definitiu. L'Institut, doncs, anava deixant enrere la situació de provisionalitat inicial. El pare Claret col·laborà en tots aquests projectes i en la formació de les germanes al noviciat. Joaquima de Vedruna li confià la redacció d'unes Constitucions a partir de la Regla inicial del pare Esteve i de les seves pròpies «Addicions» de l'any 1845. Eren els primers passos seriosos per a la consolidació canònica de la Congregació.

### Consolidació
Els anys 1843-1849 són els de la consolidació i propagació de l'Institut. Les germanes atenien principalment les places escolars vacants i les institucions hospitalàries dels Ajuntaments que les sol·licitaven. Normalment compaginaven la tasca docent amb l'atenció dels malalts a l'Hospital o a domicili, si bé també acceptaren fundacions dedicades exclusivament a la docència o a l'atenció sanitària. A cada nova fundació hi anava almenys una germana amb el títol oficial de Magisteri, i les germanes destacaven per la seva vida senzilla i austera, pel seu treball competent i eficaç, i per la integració en el tarannà de la gent dels diversos pobles on s'establien. La documentació municipal referent a les fundacions així ho deixa entreveure.

### Canvis
El 1850 el ja bisbe de Vic Llucià Casadevall introduí una nova figura jurídica dins l'Institut, la del Director General, una autoritat paral·lela a la de la superiora general que ostentaria la representació i la tutela episcopal en l'Institut. Ho feu aprofitant la redacció de les Constitucions per part del pare Antoni Maria Claret, que foren aprovades amb l'aval de cinc bisbes, un primer pas decidit cap a l'oficialització de l'Institut de les Germanes. Aquestes varen rebre la figura del Director General com una imposició del bisbe, al marge del projecte original dissenyat per Joaquima de Vedruna i el pare Esteve d'Olot. 

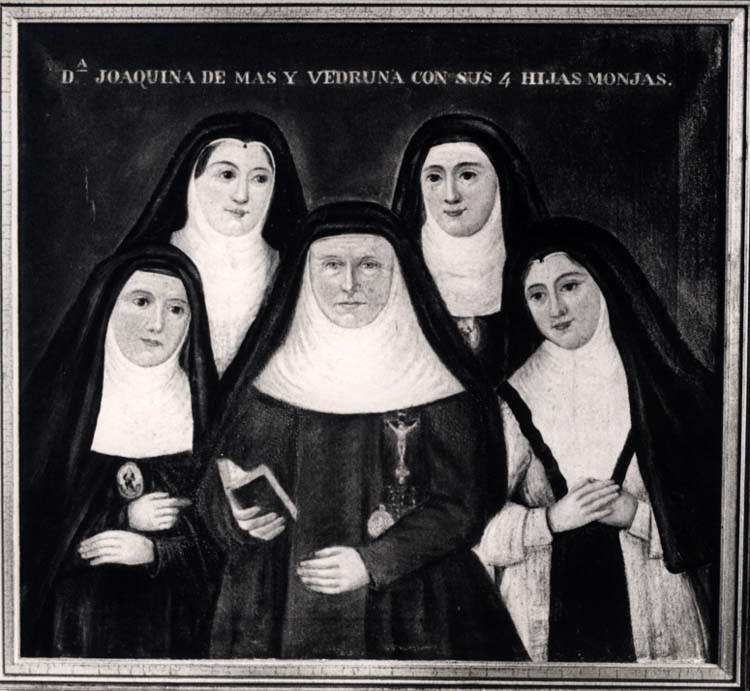
Santa Joaquima de Vedruna i les seves 4 filles monges. Quadre pintat per una neta de la santa.

De fet, però, les funcions del Director General es limitarien a aprovar i concedir, sense iniciativa directa en la marxa de l'Institut. Joaquima de Vedruna influí decisivament en l'acceptació per part de les germanes del nou estat de coses amb esperit constructiu. El primer Director General no seria nomenat fins al 1851: el claretià pare Esteve Sala, que, després de la partença del pare Claret cap a Cuba el 1850, esdevingué el superior general dels Missioners Fills de l'Immaculat Cor de Maria. La seva actuació, guiada sempre pel tacte i la prudència, d'acord amb la mare Joaquima, va ser molt positiva per a l'Institut. La mare Vedruna mantenia la plena llibertat en l'acceptació i planificació de les noves fundacions i en la direcció immediata de l'Institut. La figura del Director General desaparegué amb les Constitucions de 1866, que donaren a la Congregació la seva estructura jeràrquica definitiva, amb una única autoritat central, la de la superiora general.
L'11 de març de 1852 morí el bisbe de Vic Llucià Casadevall. A finals d'any la mare Joaquima es traslladà definitivament a la Casa de Caritat de Barcelona, prop de la mare Veneranda Font. Les col·laboradores més directes de la fundadora havien estat remogudes a altres càrrecs en altres cases: Maria Sabatés, que fou la mestra de novícies durant 18 anys, fou enviada de superiora a Cadaqués i substituïda per la mare Maria Claret, germana de sant Antoni Maria Claret. La superiora de la Casa Mare, mare Josefa de Sant Pau, fou enviada de superiora al Col·legi de Malgrat el 1852. I com a successora de la mare fundadora es començava a parlar de la mare Paula Delpuig, superiora de la Casa de Caritat de Vic, en contra de l'opinió general de les germanes que pensaven més aviat en la mare Veneranda Font. Per això Joaquima de Vedruna, anciana i malalta, però encara lúcida, preferí apartar-se prudentment del centre de comandament de Vic, preveient un canvi de rumb important, començant a preparar així el seu relleu al front de l'Institut.

### Paula Delpuig, vicesuperiora general
El maig de 1854 Antoni Palau i Termes fou nomenat nou bisbe de Vic (1854-1857). L'obra de Joaquima de Vedruna es trobava madura i consolidada, amb 24 cases funcionant, 150 germanes i el Noviciat ple. Tanmateix, hi havia un buit d'autoritat, provocat d'una banda per la mort de Casadevall el 1852 i de l'altra pel declinar progressiu de la mare fundadora i superiora general, Joaquima de Vedruna, la qual, malalta a Barcelona, es veia impedida de visitar les cases i comunicar-se per escrit amb les superiores i les altres germanes. El nou bisbe, en una acció ràpida i enèrgica, solucionà el problema: el 2 de juny de 1854 nomenà la mare Paula Delpuig vicesuperiora general amb plens poders, i un nou Director General en la persona del pare Bernat Sala, germà del claretià Esteve Sala, monjo benedictí profés de l'aleshores suprimit monestir de Sant Feliu de Guíxols, que s'havia integrat a la família claretiana, si bé el 1875 es reintegrà a la vida benedictina a Montserrat. La decisió episcopal provocà desconcert i malestar en les germanes, que veien en la mare Veneranda Font, la deixebla fidel de la primera hora, la successora natural de la fundadora, i fou aquesta, la mare Joaquima, en una reunió de superiores a Barcelona, qui marcà el camí de l'acceptació i de l'obertura confiada cap endavant.

## Les Germanes Carmelites de la Caritat després de la mort de Joaquima
En morir Joaquima de Vedruna, el 28 d'agost de 1854, a Barcelona, víctima del còlera, deixava 26 comunitats en funcionament, de les 29 que havia obert, i unes 150 germanes. L'Institut es trobava implantat a 7 diòcesis catalanes: 8 comunitats a la diòcesi de Vic, 6 a la de Girona, 4 a la de Barcelona, 3 al bisbat d'Urgell, i 2 a cadascuna de les diòcesis de Solsona, Lleida i Tarragona, amb un predomini clar d'arrelament en medis rurals.
| Núm. | Localitat                  | Any  | Descripció |
| ---- | -------------------------- | ---- | --- |
| 01   | Tàrrega                    | 1827 | Hospital. Primer establiment acceptat per Joaquima de Vedruna. Acabà en fracàs. 2 germanes se separaren de l'Institut. |
| 02   | Manresa                    | 1829 | Hospital. Acabà en fracàs. 4 germanes se separaren de la Congregació. |
| 03   | Solsona                    | 1829 | Hospital. Superiora Maria Casanovas, amb qui Joaquima de Vedruna mantingué una especial i intensa relació epistolar. |
| 04   | Barcelona                  | 1829 | Casa de Caritat. Superiora Veneranda Font, una de les 9 primeres. Establiment de gran complexitat. Tenen cura de la secció de dones i infants, de l'ensenyament de les nenes, i del servei de cuina i bugaderia de totes les seccions, inclosa la d'homes. |
| 05   | Cardona                    | 1831 | Hospital i Col·legi. Primer centre d'ensenyament que assumeix l'Institut: el contracte signat amb l'Ajuntament contempla per primera vegada els dos vessants de l'activitat pròpia de les Germanes.                                                        |
| 06   | Vic                        | 1832 | Casa de Caritat. Establiment de nova creació a imitació del de Barcelona. |
| 07   | Berga                      | 1837 | Hospital. En zona carlina, Joaquima hi cerca refugi perseguida pels liberals. Casa Mare i Noviciat provisionals, fins al 1840. No es considera pròpiament una fundació.                                                                                    |
| 08   | Sant Joan de les Abadesses | 1843 | Hospital. Primera fundació després de l'exili a Perpinyà. |
| 09   | Arbúcies                   | 1845 | Col·legi i Hospital |
| 10   | Balaguer                   | 1846 | Col·legi i Hospital |
| 11   | Borges Blanques            | 1846 | Col·legi i Hospital. Superiora Maria Claret, germana de sant Antoni Maria Claret. |
| 12   | Igualada                   | 1847 | Hospital |
| 13   | Olot                       | 1847 | Hospital |
| 14   | Ribes de Freser            | 1847 | Col·legi i atenció sanitària a domicili |
| 15   | Moià                       | 1848 | Col·legi i Hospital |
| 16   | Sant Pere de Torelló       | 1849 | Col·legi. Primer establiment dedicat exclusivament a l'ensenyament. |
| 17   | Falset                     | 1850 | Col·legi i Hospital |
| 18   | Figueres                   | 1850 | Hospital |
| 19   | Santpedor                  | 1851 | Col·legi i Hospital |
| 20   | Cadaqués                   | 1851 | Hospital. Superiora Maria Sabatés, fins aleshores mestra de novícies. |
| 21   | Caldes de Montbui          | 1851 | Col·legi, Hospital i Hostatgeria per als qui venen a prendre les aigües. |
| 22   | Sant Feliu de Torelló      | 1852 | Col·legi i Hospital |
| 23   | Sant Feliu de Pallerols    | 1852 | Col·legi |
| 24   | Malgrat                    | 1852 | Col·legi. Superiora Josefa de Sant Pau, fins aleshores superiora de la Casa Mare i Noviciat de Vic. |
| 25   | Vilafranca del Penedès     | 1853 | Col·legi i Hospital. És el darrer contracte (27 de desembre de 1852) que porta la signatura de Joaquima de Vedruna. |
| 26   | Montblanc                  | 1853 | Col·legi i Hospital |
| 27   | Bellpuig                   | 1854 | Col·legi |
| 28   | Sabadell                   | 1854 | Casa de Caritat |
| 29   | Puigcerdà                  | 1854 | Col·legi. És la darrera fundació en vida de Joaquima de Vedruna. |

### Expansió
A la mort de santa Joaquima de Vedruna, l'Institut de les Germanes Carmelites de la Caritat gaudia de bona salut, però fou la seva successora en el generalat, la venerable mare Paula Delpuig i Gelabert (1811-1889), qui n'assegurà el ple desenvolupament i la consolidació definitiva. En l'estadística de l'Institut elaborada poc després de la mort de la mare Paula, el 2 de gener de 1890, constaven 1.226 Germanes repartides en 122 establiments, amb 2 noviciats, el de la Casa Mare de Vic i el de Vitòria (inaugurat a Madrid el 1860, i traslladat finalment a Vitòria). La Congregació estava organitzada des de 1866 en 2 províncies canòniques: Catalunya i Castella. La primera fundació fora de Catalunya, a Madrid, va tenir lloc el 28 de setembre de 1855.

### Aprovació i reconeixement
També sota el generalat de la mare Paula Delpuig s'aconseguí l'aprovació civil de l'Institut per part de l'Estat Espanyol (22 de juliol de 1861), gràcies a la intervenció decisiva de sant Antoni Maria Claret prop de la reina Isabel II, i l'aprovació eclesiàstica pontifícia definitiva, ja que fins aleshores l'Institut i les Constitucions havien obtingut tan sols, ja en temps de la fundadora, l'aprovació diocesana. El 20 de juliol de 1880 el papa Lleó XIII va aprovar i confirmar les Constitucions de les Germanes Carmelites de la Caritat, que recollien substancialment la Regla original del pare Esteve d'Olot i les «Addicions» posteriors de la mare Joaquima, segons el text refós per sant Antoni Maria Claret l'any 1850. Amb l'aprovació pontifícia l'Institut passà a anomenar-se definitivament Congregació de Germanes Carmelites de la Caritat, nom que ja apareixia en la reimpressió de les Constitucions l'any 1867.

### Ramona Castany Anglada
La banyolina Ramona Castany va ser la Superiora general de la congregació entre els anys (1945-1963). De la seva mà es va iniciar l'expansió missionera de la congregació per Amèrica, Àsia i Àfrica i es varen fundar 53 noves comunitats religioses entre hospitals, noviciats i col·legis, arreu del món: Anglaterra, Argentina, Brasil, Cuba, Espanya, Estats Units, França, Índia, Itàlia, Japó, Perú, Puerto Rico, República Dominicana, Uruguai, Veneçuela, Xile i Congo belga (ara República Democràtica del Congo).

## Actualitat
En l'actualitat, segons l'Anuari Pontifici de 2009, 2.056 germanes vedrunes, repartides en 282 comunitats, asseguren la continuïtat de l'esperit i del tarannà de santa Joaquima de Vedruna, fent-la present en realitats molt diverses dels 4 continents d'Europa, Amèrica, Àsia i Àfrica, amb un esforç lúcid per adaptar el carisma fundacional als nous reptes. La Congregació, conscient que el carisma fundacional de Joaquima de Vedruna és un do per a tota l'Església, ha volgut fer-ne participar també els laics. El Laïcat Vedruna, en estreta col·laboració i relació amb les germanes, s'esforça a seguir Jesucrist rere les petjades de Santa Joaquima, assumint el seu estil de fer comunitat i el seu tarannà espiritual. El 27 d'abril de 2011 la Congregació ha rebut la Creu de Sant Jordi en reconeixement de la seva tasca educativa i al seu compromís amb la societat catalana.

## Fragments de la Regla escrita pel pare Esteve d'Olot
«En nom de la Santíssima Trinitat Pare, Fill i Esperit Sant. Comença la regla de les noves germanes Terceres de Maria Santíssima del Carme. 1. Caríssimes en Nostre Senyor Jesucrist, doneu moltes gràcies a Déu per la vostra vocació a aquesta santa vida, i segons l'avís de l'Apòstol sant Pau mantingueu-vos-hi fermes, animant-vos a la perseverança amb aquella sentència del nostre dolcíssim Salvador: "El qui perseveri fins al final, aquest se salvarà". 2. L'objecte del vostre Institut és la vostra santificació, i el bé del proïsme ja en el bon exemple, ja en l'ensenyament de les nenes, ja en el servei dels malalts. Si considereu bé tot el que va fer Jesucrist i la seva Mare pel bé de tots, oh, com estimareu cordialment aquest Institut, en el qual tant els podeu imitar. Amb quines ganes practicareu tots els exercicis sants que ara us prescriuré. 13. Germanes caríssimes en l'amor de Déu: la unió entre vosaltres ha de ser la divisa principal que us manifesti filles de la Santíssima Verge, la qual va viure sempre amb tanta unió ja en el temple amb les altres donzelles, ja després de casada amb sant Josep. Per tant, no doneu mai ocasió a cap rancúnia, suporteu-vos mútuament els defectes, preveniu-vos l'una a l'altra amb l'honor, tal com ens avisa sant Pau, tingueu totes els mateixos sentiments, tal com ordena el mateix Apòstol, i com les primeres cristianes, totes juntes, tingueu un sol cor i una sola ànima.»